# Pipistrellus rusticus
Pipistrellus rusticus — вид рукокрилих ссавців з родини лиликових.

## Морфологічна характеристика
Малий кажан із загальною довжиною від 65 до 85 мм, довжиною передпліччя від 24 до 31 мм, довжиною хвоста від 19 до 32 мм, довжиною лапи від 4 до 6 мм, довжиною вуха від 10 до 12 мм і вагою до 4 г. Хутро коротке і густе. Спинні частини коричнево-червонуваті, коричнево-оранжеві, оранжево-сіруваті, коричнево-сіруваті або коричневі, основа волосся темнішає. у той час як черевні частини помаранчеві, жовто-оранжеві, кремово-помаранчеві, жовті або кремові, темніші на підборідді та в області тазу, а також темніша основа волосся. Морда коричнева або світло-коричнева. Вуха світло-червонувато-коричневі, трикутні, добре відокремлені один від одного і мають закруглений кінчик. Перетинки крил світло-коричневі, темно-коричневі або червонувато-чорні, іноді з білим заднім краєм. Хвіст довгий і повністю включений у велику літальну перетинку.

## Поширення
Країни проживання: Гамбія, Сенегал, Гвінея, Малі?, Кот-д'Івуар, Буркіна-Фасо, Гана, Того, Бенін, Нігерія, Камерун, Чад, Центральноафриканська Республіка, Судан, Південний Судан, Ефіопія, Уганда, Кенія, Танзанія, Ангола, Замбія,  Зімбабве, Малаві, Мозамбік, Намібія, Ботсвана, ПАР.

## Спосіб життя
Цей вид був зареєстрований у саванних лісах, а також у сухих і вологих саванних місцях існування. Повідомлялося, що тварини ночують у щілинах дерев, під корою та в старих будівлях.